# Rafael Núñez (calciatore)
Rafael Leonardo Núñez Mata (Bonao, 25 gennaio 2002) è un calciatore dominicano con cittadinanza spagnola, centrocampista dell'Elche e della nazionale dominicana.

## Biografia
Nato nella Repubblica Dominicana, è cresciuto in Spagna.

## Carriera

### Club
Cresciuto calcisticamente nelle giovanili del Rayo Vallecano, nel 2015 si è unito alla cantera dell'Atlético Madrid. Il 10 giugno 2021 viene prestato all'Atlético Ottawa, formazione affiliata all'Atlético Madrid e militante nella Canadian Premier League. Rientrato dal prestito al termine della stagione, il 31 gennaio 2022 viene acquistato a titolo definitivo dall'Almería, che lo aggrega alla seconda squadra.

### Nazionale
Essendo in possesso della doppia cittadinanza dominicana e spagnola, nel 2018 aveva giocato una partita con la nazionale spagnola Under-17. Nel 2021 decide di rappresentare la Repubblica Dominicana a livello internazionale, con la quale nello stesso anno gioca tre partite con la nazionale Under-23.
Il 2 giugno 2022 ha esordito con la nazionale maggiore dominicana, giocando l'incontro vinto per 0-2 contro il Belize, valido per la CONCACAF Nations League 2022-2023.
Nel 2025 ha partecipato alla CONCACAF Gold Cup.

## Statistiche

### Presenze e reti nei club
Statistiche aggiornate al 3 giugno 2022.
| Stagione        | Squadra         | Campionato      | Campionato | Campionato | Coppe nazionali | Coppe nazionali | Coppe nazionali | Coppe continentali | Coppe continentali | Coppe continentali | Altre coppe | Altre coppe | Altre coppe | Totale | Totale |
| Stagione        | Squadra         | Comp            | Pres       | Reti       | Comp            | Pres            | Reti            | Comp               | Pres               | Reti               | Comp        | Pres        | Reti        | Pres   | Reti   |
| --------------- | --------------- | --------------- | ---------- | ---------- | --------------- | --------------- | --------------- | ------------------ | ------------------ | ------------------ | ----------- | ----------- | ----------- | ------ | ------ |
| 2021            | Atlético Ottawa | CPL             | 25         | 0          | CC              | 1               | 0               |                    | -                  | -                  |             | -           | -           | 26     | 0      |
| gen.-giu. 2022  | Almería B       | TDR             | 14         | 3          |                 | -               | -               |                    | -                  | -                  |             | -           | -           | 14     | 3      |
| Totale carriera | Totale carriera | Totale carriera | 39         | 3          |                 | 1               | 0               |                    | -                  | -                  |             | -           | -           | 40     | 3      |

### Cronologia presenze e reti in nazionale
| Cronologia completa delle presenze e delle reti in nazionale ― Rep. Dominicana | Cronologia completa delle presenze e delle reti in nazionale ― Rep. Dominicana | Cronologia completa delle presenze e delle reti in nazionale ― Rep. Dominicana | Cronologia completa delle presenze e delle reti in nazionale ― Rep. Dominicana | Cronologia completa delle presenze e delle reti in nazionale ― Rep. Dominicana | Cronologia completa delle presenze e delle reti in nazionale ― Rep. Dominicana | Cronologia completa delle presenze e delle reti in nazionale ― Rep. Dominicana | Cronologia completa delle presenze e delle reti in nazionale ― Rep. Dominicana |
| Data                                                                           | Città                                                                          | In casa                                                                        | Risultato                                                                      | Ospiti                                                                         | Competizione                                                                   | Reti                                                                           | Note                                                                           |
| ------------------------------------------------------------------------------ | ------------------------------------------------------------------------------ | ------------------------------------------------------------------------------ | ------------------------------------------------------------------------------ | ------------------------------------------------------------------------------ | ------------------------------------------------------------------------------ | ------------------------------------------------------------------------------ | ------------------------------------------------------------------------------ |
| 2-6-2022                                                                       | Belmopan                                                                       | Belize                                                                         | 0 – 2                                                                          | Rep. Dominicana                                                                | CONCACAF Nations League 2022-2023 - 1° turno                                   | -                                                                              | 66’                                                                            |
| 10-6-2022                                                                      | Santo Domingo                                                                  | Rep. Dominicana                                                                | 1 – 1                                                                          | Guatemala                                                                      | CONCACAF Nations League 2022-2023 - 1° turno                                   | -                                                                              | 64’                                                                            |
| 13-6-2022                                                                      | Città del Guatemala                                                            | Guatemala                                                                      | 2 – 0                                                                          | Rep. Dominicana                                                                | CONCACAF Nations League 2022-2023 - 1° turno                                   | -                                                                              |                                                                                |
| 23-3-2023                                                                      | Remire-Montjoly                                                                | Guyana francese                                                                | 1 – 1                                                                          | Rep. Dominicana                                                                | CONCACAF Nations League 2022-2023 - 1º turno                                   | -                                                                              | 90+2’                                                                          |
| 6-6-2024                                                                       | Kingston                                                                       | Giamaica                                                                       | 1 – 0                                                                          | Rep. Dominicana                                                                | Qual. Mondiali 2026                                                            | -                                                                              | 61’                                                                            |
| 11-6-2024                                                                      | San Cristóbal                                                                  | Rep. Dominicana                                                                | 4 – 0                                                                          | Isole Vergini Britanniche                                                      | Qual. Mondiali 2026                                                            | 2                                                                              | 69’                                                                            |
| 7-9-2024                                                                       | Saint George                                                                   | Bermuda                                                                        | 2 – 3                                                                          | Rep. Dominicana                                                                | CONCACAF Nations League 2024-2025 - 1º turno                                   | -                                                                              | 86’                                                                            |
| 11-9-2024                                                                      | Santo Domingo                                                                  | Rep. Dominicana                                                                | 3 – 0                                                                          | Montserrat                                                                     | CONCACAF Nations League 2024-2025 - 1° turno                                   | -                                                                              | 86’                                                                            |
| 16-11-2024                                                                     | Santiago de los Caballeros                                                     | Dominica                                                                       | 1 – 6                                                                          | Rep. Dominicana                                                                | CONCACAF Nations League 2024-2025 - 1º turno                                   | 1                                                                              | 71’                                                                            |
| 19-11-2024                                                                     | Santiago de los Caballeros                                                     | Rep. Dominicana                                                                | 6 – 1                                                                          | Bermuda                                                                        | CONCACAF Nations League 2024-2025 - 1º turno                                   | -                                                                              | 69’                                                                            |
| 21-3-2025                                                                      | Bayamón                                                                        | Porto Rico                                                                     | 2 – 2                                                                          | Rep. Dominicana                                                                | Amichevole                                                                     | -                                                                              | 46’                                                                            |
| 6-6-2025                                                                       | Città del Guatemala                                                            | Guatemala                                                                      | 4 – 2                                                                          | Rep. Dominicana                                                                | Qual. Mondiali 2026                                                            | -                                                                              | 84’                                                                            |
| 10-6-2025                                                                      | Santo Domingo                                                                  | Rep. Dominicana                                                                | 5 – 0                                                                          | Dominica                                                                       | Qual. Mondiali 2026                                                            | -                                                                              | 69’                                                                            |
| 18-6-2025                                                                      | Arlington                                                                      | Costa Rica                                                                     | 2 – 1                                                                          | Rep. Dominicana                                                                | Gold Cup 2025 - 1° turno                                                       | -                                                                              | 77’                                                                            |
| Totale                                                                         |                                                                                | Presenze                                                                       | 14                                                                             |                                                                                | Reti                                                                           | 3                                                                              |                                                                                |